# Mohamed Elsayed
Mohamed Elsayed (* 22. März 1973) ist ein ehemaliger ägyptischer Boxer. Elsayed gewann die Bronzemedaille bei den Olympischen Spielen 2004 im Schwergewicht.

## Karriere
Elsayed zeigte sich 2002 erstmals auf der internationalen Ebene, als er bei einem Turnier in Baku den zweiten und bei einem Turnier in Machatschkala den dritten Platz belegte. Im selben Jahr gewann er auch ein Turnier in Kampala. 2003 nahm Elsayed an den Weltmeisterschaften teil, kam jedoch nach einem Sieg über Jason Douglas, Kanada (19:13) und einer Niederlage gegen Steffen Kretschmann, Deutschland (RSC), nicht über das Achtelfinale hinaus. Im selben Jahr erboxte er die Bronzemedaille bei den zum ersten und einzigen Mal stattfindenden Afroasiatischen Spielen und kurz zuvor die Silbermedaille bei den Afrikaspielen, wodurch er sich für die Olympischen Spiele 2004 qualifizierte. 
Bei den Olympischen Spielen erreichte Elsayed mit Siegen über Igor Alborov, Usbekistan (+18:18), und Adam Forsyth, Australien (27:12), das Halbfinale, welches er gegen Wiktor Sujew, Belarus nicht antreten konnte, da er mit einem gebrochenen Arm nicht durch die ärztliche Kontrolle kam. Mit diesem Ergebnis gewann Elsayed die olympische Bronzemedaille.
Nach diesem großen Erfolg zog sich Elsayed vom Boxsport zurück.